# United (singel)
United – trzeci singel Prince Ital Joego, który powstał we współpracy z Markym Markiem. Został wydany w 1994 roku.

## Lista utworów
- CD maxi–singel (1993)[1]

1. „United” (Radio Edit) – 4:02
2. „United” (Extended Version) – 5:59
3. „United” (United Mix) – 5:29
4. „In the 90's” – 3:17

## Notowania na listach sprzedaży
| Kraj              | Lista (1994)       | Najwyższa pozycja |
| ----------------- | ------------------ | ----------------- |
| Niemcy            | Top 100 Singles    | 1                 |
| Szwecja           | Top 40 Singles     | 6                 |
| Austria           | Singles Top 30     | 6                 |
| Holandia          | Single Top 100     | 7                 |
| Dania             | Tracklisten Top 40 | 7                 |
| Szwajcaria        | Singles Top 50     | 9                 |
| Finlandia         | Top 20 Singles     | 10                |
| Belgia (Flandria) | Ultratop 50        | 30                |